# Communauté de communes de la Vallée de la Marne
La communauté de communes de la Vallée de la Marne est une ancienne communauté de communes française, située dans le département de la Haute-Marne et la région Grand Est.

## Historique
La communauté de communes de la vallée de la Marne a été créée le 28 décembre 2002.
Au regroupement initial de neuf communes viennent s'ajouter :
- Curel en 2006.
- Maizières en 2012.

Par arrêté préfectoral du 24 novembre 2016 au 1er janvier 2017, elle fusionne avec les communautés de « Saint-Dizier, Der et Blaise (ancienne) » (39 communes), du « Pays du Der » (11 communes) avec extension aux communes marnaises de Cheminon et Maurupt-le-Montois pour former la nouvelle intercommunalité de Saint-Dizier, Der et Blaise.

## Géographie
La communauté de communes est située au nord du département de la Haute-Marne.

## Composition
Elle regroupait les onze communes suivantes au 1er janvier 2016 :
| Nom                  | Code Insee | Gentilé                | Superficie (km2) | Population (dernière pop. légale) | Densité (hab./km2) |
| -------------------- | ---------- | ---------------------- | ---------------- | --------------------------------- | ------------------ |
| Chevillon (siège)    | 52123      | Chevillonnais          | 36,90            | 1 372 (2014)                      | 37                 |
| Bayard-sur-Marne     | 52265      |                        | 15,39            | 1 378 (2014)                      | 90                 |
| Chamouilley          | 52099      | Camoléusiens           | 7,81             | 827 (2014)                        | 106                |
| Curel                | 52156      | Curellois              | 7,63             | 433 (2014)                        | 57                 |
| Eurville-Bienville   | 52194      | Eurvillois-Bienvillois | 20,73            | 2 134 (2014)                      | 103                |
| Fontaines-sur-Marne  | 52203      | Fontenois              | 6,47             | 154 (2014)                        | 24                 |
| Narcy                | 52347      | Narcyssois             | 11,12            | 260 (2014)                        | 23                 |
| Osne-le-Val          | 52370      | Cayens                 | 26,92            | 263 (2014)                        | 9,8                |
| Rachecourt-sur-Marne | 52414      | Rachecourtois          | 5,65             | 799 (2014)                        | 141                |
| Roches-sur-Marne     | 52429      | Rochois                | 7,87             | 564 (2014)                        | 72                 |
| Maizières            | 52302      |                        | 11,70            | 184 (2014)                        | 16                 |

## Administration

### Liste des présidents
Le président de la communauté de communes est élu par le conseil communautaire.
| Période | Période       | Identité      | Étiquette | Qualité                       |
| ------- | ------------- | ------------- | --------- | ----------------------------- |
| ?       | décembre 2016 | Didier Landry |           | Maire de Rachecourt-sur-Marne |

### Siège
Maison intercommunale des services, Place de la gare, 52170 Chevillon.

## Compétences
Nombre total de compétences exercées : 14.